# Bosenova
Una bosenova o supernova bose és una explosió molt petita d'un condensat de Bose-Einstein (BEC), que segueix un procés similar al d'una supernova. L'explosió ve induïda pel canvi d'un camp magnètic extern de manera que la interacció d'autodispersió passa de ser repulsiva a atractiva a causa de a la ressonància de Feshbach, fent que el BEC "col·lapsi i reboti" o "reboti".
Tot i que l'energia total de l'explosió és molt petita, l'escenari de "col·lapse i rebot" s'assembla qualitativament a una versió de matèria condensada d'una supernova de col·lapse de nucli, d'on surt el terme bosenova. La nomenclatura (que juga a recordar l'estil musical brasiler bossa nova) fa referència a la condició bosònica del sistema.

## Observació experimental
La detecció per primera vegada d'una bosenova es va produir en un sistema de 85Rb on la transició de l'autointeracció de repulsiva a atractiva va fer que el BEC implodés i es reduís a una mida més petita que el límit de resolució mínim del detector òptic, i de sobte "explotés". En aquesta explosió, aproximadament la meitat dels àtoms del condensat semblaven haver "desaparegut" de l'experiment per complet, és a dir, no es van detectar ni en les restes de partícules fredes ni en el núvol de gas en expansió produït.
Segons la teoria BEC actual, que només explica de manera molt simple les interaccions entre les partícules que componen el BEC, el fenomen de la bosenova continua sense explicació, perquè l'energia disponible per als àtoms individuals del condensat prop del zero absolut sembla ser insuficient per provocar la implosió observada. Tanmateix, s'han proposat teories de camp mitjà posteriors per explicar les bosenoves com a un fenomen col·lectiu.
El comportament de la bosenova d'un BEC pot proporcionar informació sobre el comportament d'un estel de neutrons, així com sobre les possibles propietats d'hipotètics estels de bosons i sobre la teoria quàntica dels "fenòmens col·lectius" en general.